# 祁家店水库
祁家店水库是中国甘肃省张掖市山丹县境内的一座水库，位于苏干湖水系山丹河上，建于1957年。水库正常库容为1530万立方米，集雨面积为2300平方千米，海拔为1720.6米。